# Mihai Pintilii
Doru Mihai Pintilii (ur. 9 listopada 1986 w Jassach) – były piłkarz rumuński grający na pozycji środkowego obrońcy lub defensywnego pomocnika. Od 2020 roku jest asystentem trenera klubu Steaua Bukareszt. W latach 2011–2018 reprezentant Rumunii. Uczestnik Mistrzostw Europy 2016.

## Kariera klubowa
Karierę piłkarską Pintilii rozpoczął w klubie Auxerre Lugoj. W 2006 roku awansował do kadry pierwszej drużyny i w sezonie 2006/2007 zadebiutował w jego barwach w drugiej lidze rumuńskiej. Po pół roku gry w Auxerre odszedł do pierwszoligowego Jiul Petroșani. W pierwszej lidze rumuńskiej swój debiut zanotował 31 marca 2007 w przegranym 1:2 wyjazdowym meczu z Oțelulem Galați. Wiosną 2007 spadł z Jiulem do drugiej ligi i na tym poziomie rozgrywek grał do końca 2009 roku.
Jeszcze w trakcie sezonu 2009/2010 Pintilii przeszedł z Jiulu do pierwszoligowego zespołu Internațional Curtea de Argeș. Zadebiutował w nim 19 lutego 2010 w meczu z Oțelulem Galați (0:1). W Internațional Curtea de Argeș grał przez pół roku.
Latem 2010 roku Pintilii został zawodnikiem Pandurii Târgu Jiu. Po raz pierwszy wystąpił w nim 23 lipca 2010 w meczu z Unireą Urziceni (0:0). W Pandurii Târgu Jiu grał przez dwa sezony.
W 2012 roku Pintilii przeszedł do Steauy Bukareszt. Zadebiutował w niej 23 lipca 2012 w wygranym 1:0 domowym meczu z Concordią Chiajna.
| Sezon   | Klub                          | Kraj             | Rozgrywki   | Mecze | Bramki |
| ------- | ----------------------------- | ---------------- | ----------- | ----- | ------ |
| 2006/07 | Auxerre Lugoj                 | Rumunia          | Divizia B   | 15    | 1      |
| 2006/07 | Jiul Petroșani                | Rumunia          | Divizia A   | 11    | 0      |
| 2007/08 | Jiul Petroșani                | Rumunia          | Divizia B   | 30    | 4      |
| 2008/09 | Jiul Petroșani                | Rumunia          | Divizia B   | 30    | 3      |
| 2009/10 | Jiul Petroșani                | Rumunia          | Divizia B   | 14    | 1      |
| 2009/10 | Internațional Curtea de Argeș | Rumunia          | Liga II     | 15    | 0      |
| 2010/11 | Pandurii Târgu Jiu            | Rumunia          | Liga I      | 29    | 3      |
| 2011/12 | Pandurii Târgu Jiu            | Rumunia          | Liga I      | 30    | 4      |
| 2012/13 | Steaua Bukareszt              | Rumunia          | Liga I      | 30    | 5      |
| 2013/14 | Steaua Bukareszt              | Rumunia          | Liga I      | 23    | 0      |
| 2014/15 | Al-Hilal                      | Arabia Saudyjska | I liga      | 12    | 0      |
| 2014/15 | Pandurii Târgu Jiu            | Rumunia          | Liga I      | 10    | 1      |
| 2015/16 | Hapoel Tel Awiw               | Izrael           | Ligat ha’Al | 14    | 0      |
| 2015/16 | Steaua Bukareszt              | Rumunia          | Liga I      | 11    | 0      |
| 2016/17 | Steaua Bukareszt              | Rumunia          | Liga I      | 21    | 3      |
| 2017/18 | Steaua Bukareszt              | Rumunia          | Liga I      |       |        |

## Kariera reprezentacyjna
W reprezentacji Rumunii Pintilii zadebiutował 10 sierpnia 2011 roku w wygranym 1:0 towarzyskim meczu z San Marino.

## Sukcesy

### Klubowe
Steaua Bukareszt
- Mistrzostwo Rumunii: (2): 2012/13, 2013/14
- Superpucharu Rumunii (1): 2013
- Puchar Ligi Rumuńskiej (1): 2015/16